# Little Big Adventure
Little Big Adventure (LBA) er et computerspil udviklet af Adeline Software International og først udgivet i slutningen af 1994. Det blev udgivet i Europa af Electronic Arts og i Nordamerika, Asien og Oceanien under navnet Relentless: Twinsen's Adventure af Activision. Spillet solgte over 350.000 eksemplarer på verdensplan ved første udgivelse. Spillet blev oprindeligt udgivet i en CD-rom-version og nogen tid senere i en diskette version; cd-rom-versionen fremhævede videoerne, musikken og talen, mens diskette versionen har MIDI-musikfiler og stillbilleder for at erstatte videoer.
Spillet blev senere porteret til PlayStation, og udgivet i Europa og Japan. En efterfølger blev udgivet under navnet Little Big Adventure 2 (også kendt som Twinsen's Odyssey).

## Baggrund
Spillet foregår på Twinsun, en mærkelig planet (ikke at forveksle med Twinsen, spillets hovedperson).
Dette lærer vi fra spillets indførelses sekvens:

Twinsun er en forholdsvis ny planet i udkanten af en fjern galakse. Dens rotation har stabiliseret sig mellem to sole. Der er en enorm bjergkæde som kører langs planetens ækvator, der deler planeten i to halvdele: hver halvkugle er varmet af en enkelt sol. Den nordlige halvkugle, med sin orange himmel, er varmere end den sydlige halvkugle. Bortset fra polar regionen er planetens klima frugtbar og dannelsen af liv på planeten var således mulig.
Fire arter er udviklet i løbet af århundreder, nemlig Spheros, Rabbibunnies, Quetches og Grobos. De levede alle i harmoni indtil en tyran kaldt Dr. Funfrock dukkede op.
Lige siden Funfrock's overtagelse af magten, har befolkningen levet under et rædselsregime. FunFrock har oprettet en politistat, hvor mistanke er allestedsnærværende. Han er meget magtfuld og styrer folket med et jerngreb. Han har to højteknologiske våben til sin rådighed, der sikrer ham magten: kloning og teleportation. FunFrock kan klone alle de arter han vil, og derefter ansætte disse kloner i egne rækker. Han kan derefter indsætte disse kloner hurtigt gennem et netværk af teleporte, der er spredt over hele kloden.
For få år siden, under dække af at beskytte befolkningen, drev Dr. FunFrock planetens befolkning til den sydlige halvkugle.
Undertrykkelsen er barsk. Hver dag bringer flere og flere anholdelser, og folket er langsomt begyndt at miste håbet. I et forsøg på at holde deres håb oppe, fremmaner folk sommetider en gammel legende som bærer navnet på en gudinde, Sendell. Omtalen af legenden eller Sendell er siden blevet forbudt af Dr. FunFrock.
I mellemtiden har en ung quetch kaldt Twinsen haft mærkelige drømme...

## Spillet
Little Big Adventure er set fra et pseudo 3D isometrisk perspektiv (spilområdet er drejet 45 grader). Alle figurer og køretøjer i spillet, herunder nogle rekvisitter i verdenen, er reelle 3D polygon-baserede objekter, der giver mulighed for fuld rotation og mobilitet. Spillet er delt op i scener (en lille blok af spillet, som er aktiv). Når spilleren går ud af en scene gemmes spillet automatisk (kun i PC versionen). Efter færdiggørelsen af visse opgaver eller missioner bliver spilleren præsenteret for en video-sekvens. Al tekst i spillet er indtalt af skuespillere i cd-rom versionen af spillet. En diskette version af spillet blev frigivet, hvor talen var rent tekst baseret. Spillets verden er meget stor for sin tid – der er 11 forskellige øer og over 120 scener, som spilleren kan besøge. Scener i spillet indeholder en ørken, en snehvid bjergkæde kaldet "the Hamalayi mountains", en oprørslejr under angreb fra missiler, og en byggeplads.
Spillets genre er et real-time adventurespil. Den kombinerer flere elementer fra actionspil/arkade-sekvenser og nogle elementer fra rollespil. Spillets gameplay er delvis free-roaming, således at spilleren kan rejse rundt på øerne, når de er blevet "låst op" ved at gennemføre visse misioner; der er også mange opgaver, der er frivillige og som ikke er en en del af den overordnede historie. Visse scener i spillet er i første omgang blokeret for spilleren, såsom øer på den nordlige halvkugle og fort og fængsler på flere af øerne i den sydlige halvkugle.
Interaktion med resten af verden er vigtig i Little Big Adventure. Næsten alle karakterer kan tales med, og fjender udfører ofte opgaver, mens spillets verden er aktiv. Den kunstige intelligens i spillet var særlig banebrydende på det tidspunkt, hvor fjenderne ofte kører til alarmer for at advare andre afskærmninger til spillerens placering, modsat spil som Doom der blev udgivet i samme periode, hvor fjender kun kan jagte og skyde på spilleren.
Spillet er udstyret med et automatisk gemme system. Når du starter spillet skal spilleren indtaste et navn for på denne måde navngive spillerens en gemmefil. Spillet bliver gemt, hver gang en spiller bevæger sig ind i et nyt område.

## Musik
Musikken til spillet er komponeret af franskmanden Philippe Vachey. Musikken indgår med CD-lydkvalitet, i scenerne og ændrer sig for hver scene. For spil på det tidspunkt var det ret banebrydende og det var mere realistisk og af højere kvalitet i forhold til den sædvanlige MIDI-lyd.
Philippe Vacheyhar også komponeret musikken til Little Big Adventure 2.
1. Opening
2. The Quest
3. The Rebels
4. Desert
5. In The Temple
6. The Village
7. Hamalayi
8. Funky Town
9. Theme

## Eksterne Links
- Twinsunica – encyklepædi over spillets verden Arkiveret 26. januar 2009 hos  Wayback Machine (engelsk)